# Сильний антиланцюг
У математиці, в області теорії порядку, підмножина {\displaystyle S} частково впорядкованої множини (посета) {\displaystyle P} називається:
- сильним нижнім антиланцюгом якщо вона є антиланцюгом, в якому для жодної пари його елементів не існує нижньої грані:

{\displaystyle \forall x,y\in S\;[x\neq y\rightarrow \neg \exists z\in P\;[z\leq x\land z\leq y]].}
- сильним верхнім антиланцюгом якщо вона є антиланцюгом, в якому для жодної пари його елементів не існує верхньої грані:

{\displaystyle \forall x,y\in S\;[x\neq y\rightarrow \neg \exists z\in P\;[z\geq x\land z\geq y]].}

## Властивості
- Якщо в посеті існує нетривіальний (довжина більше одиниці) сильний нижній антиланцюг, то посет не є нижньою напів-ґраткою.
- Якщо в посеті існує нетривіальний сильний верхній антиланцюг, то посет не є верхньою напів-ґраткою.